# Дубочани (община Требине)
Дубочани (на сръбски: Дубочани) е село в Босна и Херцеговина, разположено в община Требине, в ентитета на Република Сръбска. Населението му според преброяването през 2013 г. е 18 души, от тях: 18 (100,00 %) сърби.

## Население
Численост на населението според преброяванията през годините:
- 1961 – 265 души
- 1971 – 209 души
- 1981 – 131 души
- 1991 – 53 души
- 2013 – 18 души